# Assolo
Assolo település Olaszországban, Szardínia régióban, Oristano megyében. Lakosainak száma 342 fő (2023. január 1.). Assolo Albagiara, Senis, Villa Sant'Antonio, Genoni és Nureci községekkel határos.

## Népesség
A település népességének változása:
| Lakosok száma | 387  | 376  | 342  |
|               | 2017 | 2018 | 2023 |